# ちひろの童話図書館
『ちひろの童話図書館』（ちひろのどうわとしょかん）は、松島裕子による日本の漫画作品。
『なかよし』（講談社）にて1976年10月号「ちひろの童話図書館～読み切り3部作 ユッコタンの初恋講座レッスン1～」に連載された。

## 書誌情報
- ちひろの童話図書館、初版発行日 1977年1月10日
  - CQCQ愛してます
  - いちごハウスでみつけたの（1976年7月号）
  - 先生は高校2年生
  - 午後8時のティータイム（1976年11月号「午後8時のティータイム～読み切り3部作 ユッコタンの初恋講座レッスン2～」）
  - 海にかかれたラブレター